# اوتسدل
اوتسدل (به آلمانی: Utzedel) یک شهر در آلمان است که در مکلنبورگیشه زنپلاته واقع شده‌است. اوتسدل ۵۶۴ نفر جمعیت دارد.